# غلوريا غيثر
غلوريا غيثر (بالإنجليزية: Gloria Gaither)‏ هي مغنية وملحنة أمريكية، ولدت في 4 مارس 1942 في باتل كريك في الولايات المتحدة.

## وصلات خارجية
- الموقع الرسمي
- غلوريا غيثر على موقع IMDb (الإنجليزية)
- غلوريا غيثر على موقع ميوزك برينز (الإنجليزية)
- غلوريا غيثر على موقع ديسكوغز (الإنجليزية)
- غلوريا غيثر على موقع قاعدة بيانات الفيلم (الإنجليزية)